# Zespół Costello
Zespół Costello (łac. syndroma Costello, ang. Costello syndrome, faciocutaneoskeletal syndrome, FCS syndrome) – genetycznie uwarunkowany zespół wad wrodzonych, dziedziczony autosomalnie dominująco. Charakteryzuje się niedoborem wzrostu, opóźnionym rozwojem psychoruchowym, nadmierną wiotkością małych stawów, hiperpigmentacją skóry, charakterystycznym wyglądem twarzy oraz niepełnosprawnością intelektualną.

## Historia
Zespół został po raz pierwszy opisany w 1977 przez nowozelandzkiego lekarza Jacka Costello. W 2005 roku zespół pod kierownictwem Yoko Aoki zidentyfikował podłoże genetyczne zespołu.

## Etiologia
Choroba spowodowana jest uszkodzeniem genu HRAS zlokalizowanego na ramieniu krótkim chromosomu 11, w regionie p15. GTP-aza kodowana przez gen HRAS bierze udział w szlaku Ras–MAPK. Zespół Costello jest zespołem genetycznym dziedziczonym autosomalnie dominująco, z pełną penetracją genu.

## Epidemiologia
Częstość występowania szacowana jest na 1 na 24 000 000 żywych urodzeń. W Polsce diagnostyka zespołu Costello jest możliwa od 1989 roku i do 2012 roku zdiagnozowano pięcioro pacjentów.

## Obraz kliniczny
Podejrzenie zespołu Costello można postawić na podstawie sześciu podstawowych kryteriów:
- występowanie opóźnienia rozwoju psychoruchowego, niepełnosprawności intelektualnej lub trudności w nauce,
- głębokie bruzdy na dłoniach i stopach,
- charakterystyczny wygląd twarzy (grube rysy, duże usta, grube wargi),
- niski wzrost,
- problemy z odżywianiem,
- luźna skóra.

U pacjentów często występują zaburzenia kardiologiczne (kardiomiopatia przerostowa, zaburzenia rytmu serca, zwężenie drogi odpływu prawej komory), gastroenterologiczne (przerostowe zwężenie odźwiernika, refluks żołądkowo-przełykowy), ortopedyczne (nadmierna ruchomość małych stawów, grube ścięgna Achillesa, deformacja klatki piersiowej), neurologiczne (niepełnosprawność intelektualna o różnym stopniu nasilenia, napady padaczkowe, wodogłowie, obniżone napięcie mięśniowe).
Z wiekiem u pacjentów sztywnieją ścięgna Achillesa, pojawiają się rogowaciejące zgrubienia skóry, brodawczaki wokół ust, nosa i odbytu oraz silny zapach ciała. U pacjentów z zespołem Costello w 10–15% przypadków występują nowotwory złośliwe (mięsak prążkowanokomórkowy, nerwiak zarodkowy, w późniejszym okresie rak pęcherza moczowego)

## Rozpoznanie
Ostatecznym potwierdzeniem rozpoznania jest diagnostyka molekularna (identyfikacja mutacji w genie HRAS).

## Diagnostyka różnicowa
Zespół Costello należy różnicować w pierwszym rzędzie z zespołem sercowo-twarzowo-skórnym oraz zespołem Noonan. W następnej kolejności należy wziąć po uwagę zespół Simpsona-Golabi-Behmel, chorobę Coriego, skórę wiotką, zespół Beckwitha-Wiedemanna oraz zespół Williamsa, które mogą mieć podobny obraz kliniczny.

## Leczenie
Nie ma leczenia przyczynowego zespołu Costello. W okresie niemowlęcym często konieczne jest karmienie przy użyciu sondy oraz leczenie chirurgiczne przerostowego zwężenia odźwiernika oraz refluksu żołądkowo-przełykowego. W dalszym okresie życia najistotniejsza jest rehabilitacja oraz leczenie problemów zdrowotnych według ogólnie przyjętych zasad.

## Rokowanie
Rokowanie jest zależne od fenotypu i w ciężkich postaciach może dochodzić do wewnątrzmacicznego obumarcia płodu, natomiast pacjenci z łagodniejszymi postaciami mają dłuższe przeżycie.